# Castleguard Glacier
Castleguard Glacier är en glaciär i Kanada.   Den ligger i provinsen Alberta, i den centrala delen av landet, 3 100 km väster om huvudstaden Ottawa. Castleguard Glacier ligger 2 825 meter över havet.
Terrängen runt Castleguard Glacier är bergig västerut, men österut är den kuperad.Trakten runt Castleguard Glacier är nära nog obefolkad, med mindre än två invånare per kvadratkilometer.. Det finns inga samhällen i närheten. 
Trakten runt Castleguard Glacier är permanent täckt av is och snö.